# Number 1’s (DVD Mariah Carey)
#1’s – DVD wydane w 1999 roku jako jedna z części składanek pod tytułem #1’s (druga to CD z największymi hitami Carey).
DVD jest bazowane na płycie wydanej rok wcześniej i zawiera teledyski do singli, które znalazły się na #1’s, ale gdy wydano DVD, Carey wydała czternasty singel #1 – „Heartbreaker” z albumu Rainbow, którego teledysk również został umieszczony na płycie. Jednak w tym samym miesiącu, w którym wydano DVD, Carey miała na koncie 15. singel #1 „Thank God I Found You”.
DVD nie zawiera oryginalnych teledysków do „Vision of Love”, „Love Takes Time” i „Someday”, ponieważ wokalistka była z nich nie zadowolona i wstydziła się ich, krytykując je publicznie. Zastąpiono je występami na żywo, podczas których śpiewała te piosenki.
DVD zdobyło we Francji status Platynowej Płyty.

## Lista utworów
1. Programme Start
2. "Heartbreaker"
3. "My All"
4. "Honey"
5. "Always Be My Baby"
6. "One Sweet Day"
7. "Fantasy" (with ODB)
8. "Hero"
9. "Dreamlover"
10. "I’ll Be There" (featuring Trey Lorenz)
11. "Emotions"
12. "I Don’t Wanna Cry"
13. "Someday" (Live performance from MTV Unplugged)
14. "Love Takes Time" (Live performance from Here Is Mariah Carey)
15. "Vision of Love" (Live performance from Fantasy: Mariah Carey at Madison Square Garden)
16. End Credits

Bonus Track: "Heartbreaker (remix)" (featuring Da Brat and Missy Elliott)